# 希克洛希·盖尔盖伊
希克洛希·盖尔盖伊（匈牙利語：Siklósi Gergely，1997年9月4日—），匈牙利男子击剑运动员。他曾获得2019年世界击剑锦标赛男子重剑个人冠军。2019年年底，他获得年度最佳匈牙利男子击剑运动员奖。